# Club de Fútbol Ciudad de Alfaro
El Club de Fútbol Ciudad de Alfaro es un club de fútbol de España de la ciudad de Alfaro (La Rioja), fundado en 2005 que pasó a ser filial del C. D. Alfaro en verano de 2015, suponiendo la desaparición del club.

## Historia
El Ciudad de Alfaro nació en julio de 2005, siendo el segundo equipo de la ciudad, además del C. D. Alfaro. Tras finalizar en su primer año de competición en 4ª posición en Regional Preferente de La Rioja, ascendió a Tercera División gracias a la creación del Grupo XVI con equipos exclusivamente riojanos.
Tras dos temporadas en categorías nacionales el C. F. Ciudad de Alfaro descendió a regional, donde jugó las siguientes tres temporadas. Tras un paso fugaz en la temporada 2011-12 por Tercera División, el equipo regresó a Regional Preferente de La Rioja logrando al año siguiente el título de campeón liguero y el ascenso de nuevo a la Tercera División.
En verano de 2015, tras disputar dos temporadas en Tercera División y regresar a Preferente el C. F. Ciudad de Alfaro alcanzó un acuerdo con el primer equipo del municipio C. D. Alfaro, por el cual pasaban a convertirse en su conjunto filial cambiando su denominación por C. D. Alfaro "B", absorbiendo sus categorías inferiores y modificando su equipación granate por la blanca del conjunto matriz.

## Uniforme
- Uniforme titular: Camiseta granate, pantalón granate y medias blancas.
- Uniforme alternativo: Camiseta amarilla, pantalón azul y medias amarillas.

## Estadio
Estadio La Molineta, con capacidad para 2.500 personas, cuyo uso comparte con su primer equipo. Dimensiones 100x66 metros.

## Datos del club
- Temporadas en Primera División: 0
- Temporadas en Segunda División: 0
- Temporadas en Segunda División B: 0
- Temporadas en Tercera División: 5
- Mejor puesto en la liga: 12.º en Tercera División de España (temporadas 2006-07 y 2013-14)

### Temporadas
| Temporada | División       | Puesto |
| --------- | -------------- | ------ |
| 2005-06   | Preferente     | 4.º    |
| 2006-07   | 3ª (Grupo XVI) | 12.º   |
| 2007-08   | 3ª (Grupo XVI) | 20.º   |
| 2008-09   | Preferente     | 4.º    |
| 2009-10   | Preferente     | 4.º    |
| 2010-11   | Preferente     | 2.º    |
| 2011-12   | 3ª (Grupo XVI) | 19.º   |
| 2012-13   | Preferente     | 1.º    |
| 2013-14   | 3ª (Grupo XVI) | 12.º   |
| 2014-15   | 3ª (Grupo XVI) | 19.º   |

LEYENDA
```
 :Ascenso de categoría

 :Descenso de categoría
```